# ステゴテトラベロドン
ステゴテトラベロドン（Stegotetrabeldon）は絶滅したゾウ科の属の1つである。リビア、ケニア、ウガンダ、アラビア半島、イタリアで化石が発見されており、中新世後期 - 漸新世前期に生息していた。

## 系譜
ステゴテトラベロドンは、ゾウ科では最も古い系譜にあるとされている。
最古の種であるS. emiratusはアラブ首長国連邦のバイヌナ層（800 - 600万年前）の地層から発見されている。同地域からは2006年に足跡の化石も産出しており、群れの形式は現在のゾウと大差なかったようである。
S. orbus はケニア、ウガンダで化石が発見されており、約750万年前から420万年前に生息していた。またS. syrticusはリビアのほか、当時アフリカ大陸の一部であったイタリア南部のカラブリア州からも化石が産出しており、約680万 - 530万年前に生息していた。

## 形態・生態
S. syrticus は最大で肩までの高さが4 m、体重は12 tに達したと推測されており、S. emiratusも同様に最大体高3.7 m、体重11 tと推測されている。アフリカゾウなどののちのゾウ科動物と比較すると永久小臼歯が退化していないこと、下顎の牙が長大であることなど原始的な点が多くみられる。牙は上下に1対ずつあり前方にまっすぐ伸びていたという。この牙は上あごのものは最大で長さ3 m、重さ40 kgに達するのに対し、下顎のものは軽量化されており最大でも2 m、13 kgにしかならなかった。そのため下顎の牙は湿地帯で植物の根を掘り起こすのに役に立ったと推測されており、これもプラティベロドンなどに見られる原始的な特徴を残している確固たる証拠とされる。なおのちのゾウ科動物にはこのような下顎の牙は見られず、退化したという。

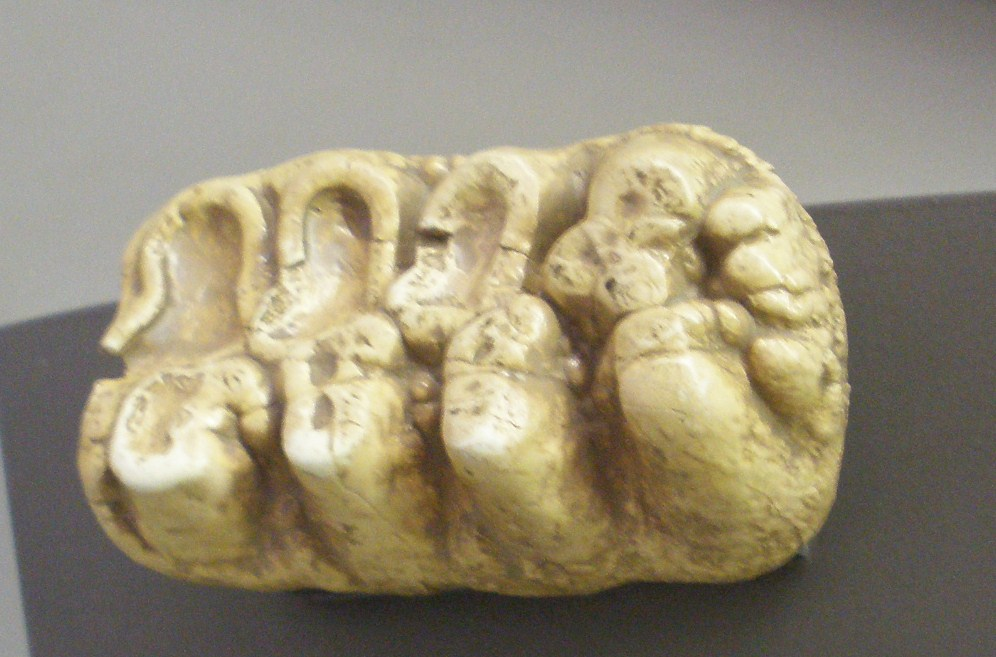
Stegotetrabelodon の臼歯